# 藤子・F・不二雄大全集
- 藤子不二雄（全集） > 藤子・F・不二雄 > 藤子・F・不二雄大全集

〈藤子・F・不二雄大全集〉（ふじこ・エフ・ふじおだいぜんしゅう、The Complete Works of Fujiko・F・Fujio）は、漫画家の藤子・F・不二雄（藤本弘）の著作を収録した個人全集。藤子・Fの漫画作品の網羅を目指し、小学館により2009年から2014年にかけて日本で刊行された。また日本国内だけではなく、中国・台湾・タイなどのアジア諸国においても販売されている。

## 概要
藤子・F・不二雄の漫画作品を収録した漫画全集であり、2011年（平成23年）の藤子・F・不二雄ミュージアムの開館を前にいつでも藤子・F作品を読める状態にしておくために、約46,000ページ・約3,500話に及ぶ藤子・Fの漫画作品の網羅を目指している。（詳細は#経緯・#収録対象を参照）
2009年（平成21年）7月から第1期の刊行が開始され、第4期まで刊行されたのち、2014年（平成26年）4月25日に追加刊行された『名犬ラッシー』で全115巻完結となった。
単行本では選集の多い藤子・F作品に対し、本全集では当時の読者の追体験が出来る収録方法として掲載雑誌毎・発表順での収録を採用。また学年誌掲載分の『ドラえもん』については、より当時の追体験が可能な収録方法として「学年繰り上がり収録」を採用している。（詳細は#収録方法を参照）
収録作品には初収録となる作品や『藤子不二雄ランド』が絶版した後、長らく出版停止となっていた作品も含まれており、『オバケのQ太郎』や『ジャングル黒べえ』の復刊が話題となった（両作の出版停止についての詳細は、オバケのQ太郎#長期にわたる絶版・ジャングル黒べえ#封印を参照）。
2021年9月3日より電子書籍版の配信が開始された。配信は作品ごとに一括で、全3回にわけて配信される予定。

## 経緯
藤子不二雄（藤本弘と安孫子素雄）の全集は、『藤子不二雄ランド（FFランド）』が1984年（昭和59年）から1991年（平成3年）にかけて中央公論社から発売されていた。しかし『FFランド』は藤子・Fの生前に刊行されていたことや第1期のみで刊行が終了したこともあって未収録作品や未収録話が存在しており、また1996年頃までには絶版となっていた。藤子・Fの死去後に復刊ドットコムによって『FFランド』の復刊企画が出るが、最終的に藤子・F側からの出版許可が得られず、藤子Ⓐ単独名義となっていた作品（藤本との合作を含む）のみが2002年（平成14年）から2005年（平成17年）にかけて『藤子不二雄Ⓐランド（FFⒶランド）』としてブッキングから復刊された。藤本単独作およびFFⒶランドに含まれなかった合作は復刊されず、代表作『オバケのQ太郎』などが長年に渡り出版停止状態となっていた（cf. 封印作品）。
2009年（平成21年）3月7日、映画『ドラえもん 新・のび太の宇宙開拓史』の公開に合わせて公式サイトが公開され、『藤子・F・不二雄大全集』の刊行と藤子・F作品のキャラクターをメディアミックス展開させる「Fプロジェクト」の立ち上げが発表された。発売決定の最大の動機は、藤子・F・不二雄ミュージアムが2011年（平成23年）に開館されるのに先立ち、同ミュージアムで作品に触れた人が藤子・F作品を読める状態にしておくことであった。
同年5月13日までには第1期8タイトル・全33巻セットの予約受付を開始し、7月24日より第1期の刊行が始まる。第1回配本として長年絶版状態となっていた『オバQ』の1巻を含む3巻が、同年12月までの時限付きで本来の定価よりも安い発刊記念特別価格で発売され、これに前後して様々な雑誌で藤子・Fの特集が組まれた。
第1期全巻セットは50,610円という高額にも関わらず2009年内目標であった5,000セットを7月中に越え、第1回配本分の3巻についても完売する店が相次いで発売から10日で既に重版にかけられると、発売当初より好調な売れ行きを示した。第1期全巻セット予約は8月3日までには7000セット、8月23日にまでには9,000セット、2010年3月までには12,000セットに達している。小学館は主要購買層として30代、これに次いで40代を想定しており、実際に30代以上の男性が主要購買層となっている。ただし30代に次ぐのは、映画とともに成長した「ドラえもん世代」となる20代となっている。

## 仕様

### 発売日程
第3期までの本巻は2009年7月より毎月25日頃に2-3冊ずつ刊行された。ほぼ1年を一つの期として区切った上で期毎に全巻予約購入特典を用意、また期と期の間にはひと月のインターバルがおかれ別巻が刊行された（全巻予約購入特典の詳細は#全巻予約購入特典を、別巻の詳細は#別巻をそれぞれ参照）。2013年から刊行された第4期は、毎月1冊ずつとなることが発表された。
| 期    | 発売時期                      | タイトル数 | 巻数   |
| ----- | ----------------------------- | ---------- | ------ |
| 第1期 | 2009年7月24日 - 2010年6月25日 | 8タイトル  | 全33巻 |
| 別巻  | 2010年7月23日                 | -          | 1巻    |
| 第2期 | 2010年8月25日 - 2011年7月25日 | 15タイトル | 全33巻 |
| 別巻  | 2011年8月25日                 | -          | 1巻    |
| 第3期 | 2011年9月22日 - 2012年9月25日 | 14タイトル | 全34巻 |
| 第4期 | 2013年2月25日 - 2014年3月25日 | 11タイトル | 全14巻 |
| 追加  | 2014年4月25日                 | 1タイトル  | 全1巻  |
| 別巻  | 2014年5月30日、7月25日        | -          | 2巻    |

各期の発行タイトルについては#収録作品、各巻の個別発売日については#書誌情報を参照。

### 装幀
A5判・並製製本。収録雑誌毎の収録（後述）を原則としているため同一タイトルであっても巻によってページ数は大きく異なり、150ページから782ページと最薄のもの（『UTOPIA』）と最厚のもの（『ドラえもん』1巻他）とでは5倍以上の差がある。定価も厚さやカラーページ等により各巻毎に異なり、1155円（『パーマン』5巻）から2700円（『ろぼっとろぼちゃん』）となっている。
カバーの表紙は灰色をベースとして各巻毎に異なる切り抜きのキャラクターイラストをカラーで掲載し、同じイラストを拡大・モノクロ化としたものを背景に使用している。右上には白地の円の中に、藤子・Fのトレードマークであるベレー帽を被せた青色の「F」がロゴとして記載されている。背表紙のレイアウトは全作品共通だが、記載されるキャラクターイラストと背景色はタイトル毎での統一となっている。

### 構成
全巻とも口絵、漫画本編、［巻末企画］で構成されている。
口絵は、過去のコミックスに使われたカバーイラストや総扉イラスト、雑誌掲載時の扉や掲載誌表紙に使われたイラストがカラーで数ページ収録されている。
漫画本編はカラー原稿の物であっても原則としてモノクロ収録となっているが、『エスパー魔美』等一部の作品ではカラー収録となっている。（カラー収録作品のリストは#収録作品を参照。）
［巻末企画］には初出掲載リスト、特別資料室、解説、さらに巻によっては「あとがきにかえて」として藤子・Fの過去の発言からの抜粋が収録されている。初出掲載リストには口絵を含む掲載誌・掲載号の他、単行本刊行時の加筆の有無、印刷物複写ページについても掲載されている。特別資料室では関連イラストや収録話の別バージョンのページ、予告ページ、雑誌企画ページ等、今までのコミックスでは収録されていなかったものを中心に掲載している。解説ではトキワ荘時代の友人（鈴木伸一）、作品の原案者（高垣葵）、漫画家（北見けんいち他）、元アシスタント（田中道明他）、アニメ製作関係者（雪室俊一他）、声優（三輪勝恵他）、担当編集者（嶋中行雄
他）などが作品や藤子・Fの思い出・エピソードについて語っている一方、藤子・Fファンの有名人（鴻上尚史他）が担当している巻もある。解説は執筆したものと、談話をまとめたものがある。
最終ページには、今日では不適切とされる表現が作中に含まれている事への理解を求めた「読者のみなさまへ」と題された断り書きが掲載されている。
電子版も基本的な構成は紙版と変わらず、紙版に付属していた帯や月報も当時のまま収録されている。紙版ではページを開いた際に絵が繋がるよう隙間を開けていた見開きページについては結合処理を施しており、白紙ページには「Go to next page」の表記が追加されている。

### 収録対象
約46000ページ・約3500話に及ぶ藤子・F作品（藤本が執筆に関わった作品）を、藤子不二雄Ⓐとの共作やこれまで単行本未収録となっていた話も含めて全網羅することを目指しており、長年出版停止状態にあり封印作品となっていた『オバケのQ太郎』等も復刊された。また収録対象はコンビの相棒であった藤子Ⓐとの共作だけにはとどまらず、「ギャハハ三銃士」（藤本、安孫子、赤塚、つのだの合作）などのトキワ荘メンバーとの合作も収録されている。網羅の対象には原稿が紛失等により現存しないページも含まれており、こうしたページについては原則として初出掲載誌の誌面を複写・復刻する事によって収録している（従来のトレス原稿は用いていない）。また原稿の現存するものについてもこれまで作成されていた製版フィルムは使わず、デジタルアーカイブを作るという目的も兼ねて全てを新規にスキャンし直している。
原則として藤本の手による最終形での収録としており、単行本収録時等に行なわれた藤本自身の意図に因る改稿についてはこれを完成形と見なして改稿後のものを採用している。一方で藤本自身の意図に因らない改変と考えられるものについては著作者人格権を尊重し、できるだけ元の形に戻して収録している。ただしあくまで「できるだけ」であり、本全集で単行本初収録となり藤本の手による改変がない作品であっても、全集側で記述が変更されている場合がある。

### 収録方法
藤本は同一タイトルの作品を小学館の学年誌（『小学一年生』 - 『小学六年生』）を中心とした複数の雑誌で同時に連載することが多かったが、こうした作品の単行本は掲載誌の異なるものを混ぜ合わせ、再編成した選集として出版されてきた。これに対し本全集では、故人の作品への恣意的な編集を避け、連載当時の読者の体験を追体験できる形として、掲載雑誌毎に発表順での収録としている。特に学年誌掲載分の『ドラえもん』では単に掲載誌毎に集めるだけではなく、「学年繰り上がり収録」を採用し、より当時の読者の追体験が出来る形となっている。
掲載雑誌毎での発表順収録となっているため、同じタイトルの作品であっても異なる雑誌に掲載された話同士であれば発表時期と収録順は前後する場合がある。

#### 学年繰り上がり収録
雑誌毎に読者の学年が固定されている学年誌に掲載されていた『ドラえもん』では、のび太は常に読者と同学年として描かれ、年度が変われば読者と共に進級していた。そして、学年誌は生まれた年度によって何年度の『小学○年生』を読むかが固定されているため、当時の読者は普通であれば生まれた年度毎に異なる「自分の学年のドラえもん」だけを読んでいた。
本全集ではこうした各学年の「自分の学年のドラえもん」を追体験できる収録方法として、『ドラえもん』1 - 17巻においては「学年繰り上がり収録」と名付けた収録方法を採用している。これは学年誌の年度最終号となる3月号掲載話の次に1学年上に繰り上がった4月号掲載話を収録する形で、『小学一年生』4月号から『小学六年生』3月号までの原則72話を一まとまりとし、「19xx年度生まれの学年誌掲載集」として1冊にまとめて収録する方法である。前述の通り単行本収録時の藤本による改稿を反映する形で収録しているが、単行本で小学四年生に統一されているのび太の年齢は、『小一』掲載分であれば小学一年生といった形で初出当時の想定読者と同じ年齢（および年代設定）に戻されている。
- 学年繰り上がり収録の典型例 ：『ドラえもん』3巻、「1963年度生まれの学年誌掲載集」、72話収録
  - 『小一』1970年4月号 - 1971年3月号掲載分
  - 『小二』1971年4月号 - 1972年3月号掲載分
  - 『小三』1972年4月号 - 1973年3月号掲載分
  - 『小四』1973年4月号 - 1974年3月号掲載分
  - 『小五』1974年4月号 - 1975年3月号掲載分
  - 『小六』1975年4月号 - 1976年3月号掲載分

### 月報
各巻毎に異なる2つ折りの月報が折り込まれており、作品背景の解説がなされている。
1/f写真館
在りし日の藤子・Fの写真とその解説。
魅力 CLOSE UP!
折り込み先の全集の解説。
ザ・タイムテレビ
作品発表当時の時代背景の解説。
巻末解説者列伝
巻末解説者の紹介。
この他、グッズの紹介、次巻予告、同時および次回配本分の解説等を掲載。

### 別巻
期と期の間のインターバルにおいて別巻が発売されていれる。別巻1と別巻2は「藤子・F・不二雄まんがワールド探検公式ガイド」。
別巻1 Fの森の歩き方
第1期と第2期の間となる2010年7月23日に発売。未収録のカラー扉絵、企画漫画や告知カット、著作リストなどを収録。
別巻2 Fの森の大冒険
第2期と第3期の間となる2011年8月25日に発売。全集本編に未収録となったソノシート掲載漫画や作品解説などを収録。
別巻3 藤子・F・不二雄の異説クラブ（完全版）
第4期完結・追加巻刊行後となる2014年5月30日に発売。かつて雑誌「ワンダーライフ」に連載されたインタビューを完全収録。
別巻4 藤子・F・不二雄まんがゼミナール／恐竜ゼミナール
2014年7月25日発売。1988年および1990年に刊行された『てんとう虫ブックス』2冊を1冊にまとめたもの。

## 収録作品
本全集においては藤子・Fの全作品収録が目標とされた。ただし全115巻完結時点でも、藤子不二雄Ⓐとの共作の一部（『名犬タンタン』『ジロキチ』など）は未収録となっている（未収録作品は「藤子・F・不二雄の著作一覧」「藤子不二雄の読切一覧」「藤子不二雄の連載一覧」を参照）。
以下、収録された作品を刊行タイトル毎にまとめて記載。
- 凡例
  - タイトル末尾の◇は初収録作品を示す。
  - FZ-：FZ-xxxで示される通巻数。複数巻の作品についてはxxx-xxxの形で記載した。
  - A：藤子Ⓐとの共作。★は全作共作、☆は一部に共作を含むタイトル。
  - カラー：初出時カラー部分のカラーでの収録状況
    - 全：全てカラー収録。ただし、モノクロでの加筆がある部分についてはモノクロで収録。
    - x巻：一部カラー収録。カラー収録の巻数を示す。

|    | FZ-     | タイトル                 | A | 1期     | 2期      | 3期       | 4期 | 追加 | 全  | カラー | 併録作品（備考） |
| -- | ------- | ------------------------ | - | ------- | -------- | --------- | --- | ---- | --- | ------ | --- |
| 1  | 001-020 | ドラえもん               | - | 8 (1-8) | 6 (9-14) | 6 (15-20) | -   | -    | 20  | 18     | |
| 2  | 021-026 | 大長編ドラえもん         | - | -       | 3 (1-3)  | 3 (4-6)   | -   | -    | 6   | 全     | |
| 3  | 027-038 | オバケのQ太郎            | ★ | 5 (1-5) | 7 (6-12) | -         | -   | -    | 12  | -      | |
| 4  | 039-042 | 新オバケのQ太郎          | ☆ | -       | -        | 4         | -   | -    | 4   | 1・4   | |
| 5  | 043-050 | パーマン                 | ☆ | 8       | -        | -         | -   | -    | 8   | 6      | |
| 6  | 051-052 | キテレツ大百科           | - | 2       | -        | -         | -   | -    | 2   | -      | |
| 7  | 053-057 | エスパー魔美             | - | 5       | -        | -         | -   | -    | 5   | 全     | |
| 8  | 058     | バケルくん               | - | 1       | -        | -         | -   | -    | 1   | -      | |
| 9  | 059-061 | 海の王子                 | ★ | 3       | -        | -         | -   | -    | 3   | -      | |
| 10 | 062     | ジャングル黒べえ         | - | 1       | -        | -         | -   | -    | 1   | -      | |
| 11 | 063-064 | 21エモン                 | - | -       | 2        | -         | -   | -    | 2   | 2※     | モンガーちゃん◇（※「モンガーちゃん」のみ）                                                                                                 |
| 12 | 065-068 | ウメ星デンカ             | - | -       | -        | 4         | -   | -    | 4   | 4      | |
| 13 | 069     | モジャ公                 | - | -       | -        | 1         | -   | -    | 1   | -      | |
| 14 | 070-073 | SF・異色短編             | - | -       | -        | 4         | -   | -    | 4   | 全     | |
| 15 | 074-076 | 少年SF短編               | - | -       | 3        | -         | -   | -    | 3   | 全     | |
| 16 | 077-078 | チンプイ                 | - | -       | 2        | -         | -   | -    | 2   | -      | |
| 17 | 079-081 | T・Pぼん                 | - | -       | -        | 3         | -   | -    | 3   | 全     | |
| 18 | 082-083 | てぶくろてっちゃん◇      | ☆ | -       | 2        | -         | -   | -    | 2   | 全     | |
| 19 | 084-086 | すすめロボケット◇        | - | -       | -        | 3         | -   | -    | 3   | 全     | |
| 20 | 087     | 中年スーパーマン左江内氏 | - | -       | -        | 1         | -   | -    | 1   | -      | 未来の想い出 |
| 21 | 088     | みきおとミキオ           | - | -       | 1        | -         | -   | -    | 1   | -      | バウバウ大臣 |
| 22 | 089     | ドビンソン漂流記         | - | -       | 1        | -         | -   | -    | 1   | -      | |
| 23 | 090     | ミラ・クル・1            | - | -       | 1        | -         | -   | -    | 1   | -      | 宙ポコ、宙犬トッピ |
| 24 | 091     | パジャママン◇            | - | -       | 1        | -         | -   | -    | 1   | 全     | きゃぷてんボン、とんでこいようちえんバス◇                                                                                                  |
| 25 | 092     | モッコロくん             | - | -       | 1        | -         | -   | -    | 1   | 全     | 4じげんぼうPポコ◇、パパは天才!、ぞうくんとりすちゃん、つくるくん◇、パン太くん◇                                                             |
| 26 | 093     | Uボー◇                   | - | -       | 1        | -         | -   | -    | 1   | 全     | |
| 27 | 094     | ポコニャン               | - | -       | -        | 1         | -   | -    | 1   | -      | |
| 28 | 095     | ベラボー                 | - | -       | -        | 1         | -   | -    | 1   | -      | 作画協力：しのだひでお |
| 29 | 096     | チンタラ神ちゃん         | ★ | -       | -        | 1         | -   | -    | 1   | -      | |
| 30 | 097     | 仙べえ                   | ★ | -       | 1        | -         | -   | -    | 1   | -      | |
| 31 | 098     | 初期SF作品◇              | ☆ | -       | -        | 1         | -   | -    | 1   | -      | 1950年代に少年誌・幼年誌に掲載されたSF作品14タイトルを収録。                                                                               |
| 32 | 099     | 初期少女・幼年作品◇※     | ☆ | -       | 1        | -         | -   | -    | 1   | 全     | 少女誌・幼年誌に掲載された初期作品32タイトルを収録。※「おやゆびひめ」を除く。                                                              |
| 33 | 100     | UTOPIA 最後の世界大戦    | ★ | -       | -        | 1         | -   | -    | 1   | 全     | 天使の玉ちゃん |
| 34 | 101     | ユリシーズ               | - | -       | -        | -         | 1   | -    | 1   | -      | しょうねんリンカーン◇、名犬クルーソー◇、少年船長◇                                                                                          |
| 35 | 102     | ぴーたーぱん◇            | - | -       | -        | -         | 1   | -    | 1   | -      | こうのとりになったおうさま◇、すけーとをはいたうま◇、ジャングルブック◇                                                                      |
| 36 | 103     | 山びこ剣士◇              | - | -       | -        | -         | 1   | -    | 1   | -      | 竹光一刀流◇、海の快剣士◇、電光豆剣士◇、かげろう剣士◇、宝さがし武勇伝◇                                                                      |
| 37 | 104     | しゃっくり丸◇            | - | -       | -        | -         | 1   | -    | 1   | -      | やじさんきたさん◇ |
| 38 | 105     | ろぼっとろぼちゃん◇      | ☆ | -       | -        | -         | 1   | -    | 1   | -      | かばんのぱっく◇、しゃぼんだまぽんちゃん◇、スーパーじろう◇、ろぼっとたろう/すぴーどたろう◇、チイちゃん◇、ピロンちゃん◇、ベレーのしんちゃん◇ |
| 39 | 106-108 | ロケットけんちゃん◇      | - | -       | -        | -         | 3   | -    | 3   | 全     | |
| 40 | 109-110 | とびだせミクロ◇          | - | -       | -        | -         | 2   | -    | 2   | 全     | |
| 41 | 111     | すすめピロン◇            | - | -       | -        | -         | 1   | -    | 1   | 全     | |
| 42 | 112     | ロケットGメン◇           | - | -       | -        | -         | 1   | -    | 1   | 全     | |
| 43 | 113     | スーパー＝キャッティ◇    | - | -       | -        | -         | 1   | -    | 1   | 全     | かけろセントール◇、かい人二十めんそう◇ |
| 44 | 114     | ロケット五郎◇            | - | -       | -        | -         | 1   | -    | 1   | 全     | ロケット＝ボーイ◇ |
| 45 | 115     | 名犬ラッシー◇            | - | -       | -        | -         | -   | 1    | 1   | -      | |
| 99 | 計      | 45タイトル               | 5 | 33      | 33       | 34        | 14  | 1    | 115 | -      | |

## 全巻予約購入特典
各期全巻予約者を対象として、期毎の全巻購入予約特典が用意された。
第1期 『Fnote』（エフノート）
2009年12月末までに第1期全巻予約購読した人への特典。藤子・Fのアイデアメモやコマ割り・ラフスケッチなどの一部を収録した画集。
第2期 『Fvoice』（エフヴォイス）
2011年1月末までに第2期全巻予約購読した人への特典。藤子・Fの音声メッセージ入りCDと特製ブックレットのセット。
当初は2010年11月に発送予定であったが、予想を上回る申し込みによって資材調達などに遅れが生じ、12月末に発送が延期された。これに伴い、2010年12月末までであった予約締め切りも、2011年1月末に延長されている。
第3期 『F・ART』（エフアート）
全集未収録の物を集めた画集。2011年12月25日より宅配開始。
第4期『FPIECE』（エフピース）
漫画作品の「断片集」。

## 書誌情報
発行はいずれも小学館。
- 凡例
  - FZ列はFZ-xxxで示される通巻数。
  - A列の★は藤子不二雄Ⓐとの共著を、☆は収録作品の一部に藤子Ⓐ共作があることを示す。共著作品についてはコンビ名義の『藤子不二雄』は使用されず、『藤子・F・不二雄/藤子不二雄Ⓐ』という連名で記載されている。
  - 収録内容欄には収録作品の主要掲載誌を系列誌をまとめるなどして略記。誌名だけでは同内容となる場合は掲載時期（「'xx」は19xx年の略）・学年誌の学年を記載して区別した。収録作品の詳細は藤子・F・不二雄の著作一覧を参照。別巻については副題を記載。
  - 便宜的に『大長編ドラえもん』のソートキーは『ドラえもん』の次に、『新オバケのQ太郎』のソートキーは『オバケのQ太郎』の次に指定している。
  - 出1・2は以下の記述に対する出典。この他については各書籍の奥付による。
    - 1：収録内容・頁数の出典
    - 2：発売日の出典

| FZ  | A | タイトル                                          | 発行日     | 発売日     | 期 | 収録内容（主要掲載誌）                                         | 頁数  | ISBN              | 出1        | 出2        |
| --- | - | ------------------------------------------------- | ---------- | ---------- | -- | -------------------------------------------------------------- | ----- | ----------------- | ---------- | ---------- |
| 001 |   | ドラえもん 1                                      | 2009-07-29 | 2009-07-24 | 1  | '59 - '61年度生まれの学年誌                                    | 782   | 978-4-09-143403-6 | [ 公 6 ]   | [ 小 1 ]   |
| 002 |   | ドラえもん 2                                      | 2009-08-30 | 2009-08-25 | 1  | '62年度生まれの学年誌                                          | 642   | 978-4-09-143405-0 | [ 公 11 ]  | [ 小 4 ]   |
| 003 |   | ドラえもん 3                                      | 2009-10-28 | 2009-10-23 | 1  | '63年度生まれの学年誌                                          | 644   | 978-4-09-143411-1 | [ 公 12 ]  | [ 小 5 ]   |
| 004 |   | ドラえもん 4                                      | 2009-12-30 | 2009-12-25 | 1  | '64年度生まれの学年誌                                          | 612   | 978-4-09-143417-3 | [ 公 13 ]  | [ 小 6 ]   |
| 005 |   | ドラえもん 5                                      | 2010-01-30 | 2010-01-25 | 1  | '65年度生まれの学年誌                                          | 576   | 978-4-09-143418-0 | [ 公 14 ]  | [ 小 7 ]   |
| 006 |   | ドラえもん 6                                      | 2010-03-30 | 2010-03-25 | 1  | '66年度生まれの学年誌                                          | 588   | 978-4-09-143425-8 | [ 公 15 ]  | [ 小 8 ]   |
| 007 |   | ドラえもん 7                                      | 2010-04-28 | 2010-04-23 | 1  | '67年度生まれの学年誌                                          | 590   | 978-4-09-143426-5 | [ 公 16 ]  | [ 小 9 ]   |
| 008 |   | ドラえもん 8                                      | 2010-06-30 | 2010-06-25 | 1  | '68年度生まれの学年誌                                          | 664   | 978-4-09-143433-3 | [ 公 17 ]  | [ 小 10 ]  |
| 009 |   | ドラえもん 9                                      | 2010-08-30 | 2010-08-25 | 2  | '69年度生まれの学年誌                                          | 約720 | 978-4-09-143435-7 | [ 公 18 ]  | [ 小 11 ]  |
| 010 |   | ドラえもん 10                                     | 2010-10-30 | 2010-10-25 | 2  | '70年度生まれの学年誌                                          | 760   | 978-4-09-143441-8 | [ 公 19 ]  | [ 小 12 ]  |
| 011 |   | ドラえもん 11                                     | 2010-11-30 | 2010-11-25 | 2  | '71年度生まれの学年誌                                          | 764   | 978-4-09-143443-2 | [ 公 20 ]  | [ 小 13 ]  |
| 012 |   | ドラえもん 12                                     | 2011-03-30 | 2011-03-25 | 2  | '72年度生まれの学年誌                                          | 734   | 978-4-09-143454-8 | [ 公 21 ]  | [ 小 14 ]  |
| 013 |   | ドラえもん 13                                     | 2011-04-30 | 2011-04-25 | 2  | '73年度生まれの学年誌                                          | 696   | 978-4-09-143457-9 | [ 公 22 ]  | [ 小 15 ]  |
| 014 |   | ドラえもん 14                                     | 2011-06-29 | 2011-06-24 | 2  | '74年度生まれの学年誌                                          | 590   | 978-4-09-143463-0 | [ 公 23 ]  | [ 小 16 ]  |
| 015 |   | ドラえもん 15                                     | 2011-09-27 | 2011-09-22 | 3  | '75・'76年度生まれの学年誌                                     | 774   | 978-4-09-143469-2 | [ 公 24 ]  | [ 小 17 ]  |
| 016 |   | ドラえもん 16                                     | 2011-11-30 | 2011-11-25 | 3  | '77・'78年度生まれの学年誌                                     | 754   | 978-4-09-143475-3 | [ 公 25 ]  | [ 小 18 ]  |
| 017 |   | ドラえもん 17                                     | 2012-02-29 | 2012-02-24 | 3  | '79 - '83年度生まれの学年誌                                    | 588   | 978-4-09-143483-8 | [ 公 26 ]  | [ 小 19 ]  |
| 018 |   | ドラえもん 18                                     | 2012-04-30 | 2012-04-25 | 3  | 幼年誌                                                         | 356   | 978-4-09-143489-0 | [ 公 27 ]  | [ 小 20 ]  |
| 019 |   | ドラえもん 19                                     | 2012-06-30 | 2012-06-25 | 3  | てれびくん                                                     | 594   | 978-4-09-143494-4 | [ 公 28 ]  | [ 小 21 ]  |
| 020 |   | ドラえもん 20                                     | 2012-09-30 | 2012-09-25 | 3  | 少年サンデー・コロコロ・小学生ブック                           | 612   | 978-4-09-143501-9 | [ 公 29 ]  | [ 小 22 ]  |
| 021 |   | 大長編ドラえもん 1                                | 2010-09-29 | 2010-09-24 | 2  | 月コロ ('80-'82)                                               | 620   | 978-4-09-143438-8 | [ 公 30 ]  | [ 小 23 ]  |
| 022 |   | 大長編ドラえもん 2                                | 2011-01-30 | 2011-01-25 | 2  | 月コロ ('82-'85)                                               | 648   | 978-4-09-143449-4 | [ 公 31 ]  | [ 小 24 ]  |
| 023 |   | 大長編ドラえもん 3                                | 2011-07-30 | 2011-07-25 | 2  | 月コロ ('85-'87)                                               | 436   | 978-4-09-143466-1 | [ 公 32 ]  | [ 小 25 ]  |
| 024 |   | 大長編ドラえもん 4                                | 2012-12-27 | 2011-12-22 | 3  | 月コロ ('88-'91)                                               | 624   | 978-4-09-143478-4 | [ 公 33 ]  | [ 小 26 ]  |
| 025 |   | 大長編ドラえもん 5                                | 2012-03-28 | 2012-03-23 | 3  | 月コロ ('91-'94)                                               | 616   | 978-4-09-143486-9 | [ 公 34 ]  | [ 小 27 ]  |
| 026 |   | 大長編ドラえもん 6                                | 2012-05-30 | 2012-05-25 | 3  | 月コロ ('94-'97)                                               | 590   | 978-4-09-143499-9 | [ 公 35 ]  | [ 小 28 ]  |
| 027 | ★ | オバケのQ太郎 1                                   | 2009-07-29 | 2009-07-24 | 1  | 少年サンデー ('64前)                                           | 448   | 978-4-09-143402-9 | [ 公 36 ]  | [ 小 29 ]  |
| 028 | ★ | オバケのQ太郎 2                                   | 2009-09-30 | 2009-09-25 | 1  | 少年サンデー ('64後 - '65前)                                   | 462   | 978-4-09-143407-4 | [ 公 37 ]  | [ 小 30 ]  |
| 029 | ★ | オバケのQ太郎 3                                   | 2009-11-30 | 2009-11-25 | 1  | 少年サンデー ('65後)                                           | 460   | 978-4-09-143413-5 | [ 公 38 ]  | [ 小 31 ]  |
| 030 | ★ | オバケのQ太郎 4                                   | 2010-01-30 | 2010-01-25 | 1  | 少年サンデー ('65 - '66)                                       | 488   | 978-4-09-143420-3 | [ 公 39 ]  | [ 小 32 ]  |
| 031 | ★ | オバケのQ太郎 5                                   | 2010-03-30 | 2010-03-25 | 1  | 少年サンデー ('66)                                             | 488   | 978-4-09-143423-4 | [ 公 40 ]  | [ 小 33 ]  |
| 032 | ★ | オバケのQ太郎 6                                   | 2010-08-30 | 2010-08-25 | 2  | 小学館の学年誌 (1年)                                           | 約360 | 978-4-09-143436-4 | [ 公 41 ]  | [ 小 34 ]  |
| 033 | ★ | オバケのQ太郎 7                                   | 2010-10-30 | 2010-10-25 | 2  | 小学館の学年誌 (2年)                                           | 368   | 978-4-09-143442-5 | [ 公 42 ]  | [ 小 35 ]  |
| 034 | ★ | オバケのQ太郎 8                                   | 2010-12-29 | 2010-12-24 | 2  | 小学館の学年誌 (3年)                                           | 444   | 978-4-09-143446-3 | [ 公 43 ]  | [ 小 36 ]  |
| 035 | ★ | オバケのQ太郎 9                                   | 2010-03-02 | 2011-02-25 | 2  | 小学館の学年誌 (4年)・他                                       | 436   | 978-4-09-143451-7 | [ 公 44 ]  | [ 小 37 ]  |
| 036 | ★ | オバケのQ太郎 10                                  | 2011-03-30 | 2011-03-25 | 2  | 小学館の学年誌 (5年)・他                                       | 404   | 978-4-09-143455-5 | [ 公 45 ]  | [ 小 38 ]  |
| 037 | ★ | オバケのQ太郎 11                                  | 2011-05-30 | 2011-05-25 | 2  | 小学館の学年誌 (6年)・他                                       | 384   | 978-4-09-143460-9 | [ 公 46 ]  | [ 小 39 ]  |
| 038 | ★ | オバケのQ太郎 12                                  | 2011-07-30 | 2011-07-25 | 2  | 幼年誌                                                         | 310   | 978-4-09-143465-4 | [ 公 47 ]  | [ 小 40 ]  |
| 039 | ☆ | 新オバケのQ太郎 1                                 | 2011-09-27 | 2011-09-22 | 3  | 小学館の学年誌 (1 - 2年)                                       | 388   | 978-4-09-143470-8 | [ 公 48 ]  | [ 小 41 ]  |
| 040 | ☆ | 新オバケのQ太郎 2                                 | 2012-01-30 | 2012-01-25 | 3  | 小学館の学年誌 (3 - 4年)                                       | 612   | 978-4-09-143481-4 | [ 公 49 ]  | [ 小 42 ]  |
| 041 | ☆ | 新オバケのQ太郎 3                                 | 2012-05-30 | 2012-05-25 | 3  | 小学館の学年誌 (5 - 6年)・月刊少年ジャンプ                     | 616   | 978-4-09-143492-0 | [ 公 50 ]  | [ 小 43 ]  |
| 042 |   | 新オバケのQ太郎 4                                 | 2012-07-30 | 2012-07-25 | 3  | 幼年誌                                                         | 406   | 978-4-09-143497-5 | [ 公 51 ]  | [ 小 44 ]  |
| 043 | ☆ | パーマン 1                                        | 2009-07-29 | 2009-07-24 | 1  | 少年サンデー ('67)                                             | 356   | 978-4-09-143401-2 | [ 公 52 ]  | [ 小 45 ]  |
| 044 | ☆ | パーマン 2                                        | 2009-09-30 | 2009-09-25 | 1  | 少年サンデー ('68)                                             | 352   | 978-4-09-143408-1 | [ 公 53 ]  | [ 小 46 ]  |
| 045 | ☆ | パーマン 3                                        | 2009-10-28 | 2009-10-23 | 1  | 小学館の学年誌 (2 - 3年)                                       | 464   | 978-4-09-143410-4 | [ 公 54 ]  | [ 小 47 ]  |
| 046 | ☆ | パーマン 4                                        | 2009-12-30 | 2009-12-25 | 1  | 小学館の学年誌 (4 - 6年)                                       | 472   | 978-4-09-143415-9 | [ 公 55 ]  | [ 小 48 ]  |
| 047 | ☆ | パーマン 5                                        | 2010-01-30 | 2010-01-25 | 1  | 小学館コミックス                                               | 290   | 978-4-09-143419-7 | [ 公 7 ]   | [ 小 49 ]  |
| 048 | ☆ | パーマン 6                                        | 2010-03-30 | 2010-03-25 | 1  | 幼年誌・小学館の学年誌（カラー版）                             | 392   | 978-4-09-143424-1 | [ 公 56 ]  | [ 小 50 ]  |
| 049 |   | パーマン 7                                        | 2010-04-28 | 2010-04-23 | 1  | てれびくん・コロコロ（新パーマン）                             | 348   | 978-4-09-143428-9 | [ 公 57 ]  | [ 小 51 ]  |
| 050 | ☆ | パーマン 8                                        | 2010-06-30 | 2010-06-25 | 1  | 小学館の学年誌 （新パーマン）                                  | 420   | 978-4-09-143431-9 | [ 公 58 ]  | [ 小 52 ]  |
| 051 |   | キテレツ大百科 1                                  | 2009-08-30 | 2009-08-25 | 1  | こどもの光 ('74 - '75)                                         | 358   | 978-4-09-143404-3 | [ 公 59 ]  | [ 小 53 ]  |
| 052 |   | キテレツ大百科 2                                  | 2009-10-28 | 2009-10-23 | 1  | こどもの光 ('75 - '77)                                         | 346   | 978-4-09-143409-8 | [ 公 60 ]  | [ 小 54 ]  |
| 053 |   | エスパー魔美 1                                    | 2009-08-30 | 2009-08-25 | 1  | マンガくん ('77前)                                             | 368   | 978-4-09-143406-7 | [ 公 61 ]  | [ 小 55 ]  |
| 054 |   | エスパー魔美 2                                    | 2009-11-30 | 2009-11-25 | 1  | マンガくん ('77後 - '78前)                                     | 328   | 978-4-09-143412-8 | [ 公 62 ]  | [ 小 56 ]  |
| 055 |   | エスパー魔美 3                                    | 2010-03-02 | 2010-02-25 | 1  | マンガくん ('78後)                                             | 348   | 978-4-09-143422-7 | [ 公 63 ]  | [ 小 57 ]  |
| 056 |   | エスパー魔美 4                                    | 2010-04-28 | 2010-04-23 | 1  | 少年ビッグコミック ('79 - '80前)                               | 374   | 978-4-09-143427-2 | [ 公 64 ]  | [ 小 58 ]  |
| 057 |   | エスパー魔美 5                                    | 2010-06-30 | 2010-06-25 | 1  | 少年ビッグコミック ('80後 - '83)                               | 364   | 978-4-09-143432-6 | [ 公 65 ]  | [ 小 59 ]  |
| 058 |   | バケルくん                                        | 2009-11-30 | 2009-11-25 | 1  | 学年誌・別コロ（全収録）                                       | 592   | 978-4-09-143414-2 | [ 公 66 ]  | [ 小 60 ]  |
| 059 | ★ | 海の王子 1                                        | 2009-12-30 | 2009-12-25 | 1  | 少年サンデー ('59 - '60前)                                     | 504   | 978-4-09-143416-6 | [ 公 67 ]  | [ 小 61 ]  |
| 060 | ★ | 海の王子 2                                        | 2010-03-02 | 2010-02-25 | 1  | 少年サンデー ('60後 - '64)                                     | 524   | 978-4-09-143421-0 | [ 公 68 ]  | [ 小 62 ]  |
| 061 | ★ | 海の王子 3                                        | 2010-05-30 | 2010-05-25 | 1  | 小学館の学年誌                                                 | 382   | 978-4-09-143430-2 | [ 公 69 ]  | [ 小 63 ]  |
| 062 |   | ジャングル黒べえ                                  | 2010-05-30 | 2010-05-25 | 1  | 小学館の幼年誌・学年誌（全収録）                               | 290   | 978-4-09-143429-6 | [ 公 70 ]  | [ 小 64 ]  |
| 063 |   | 21エモン 1                                        | 2010-08-30 | 2010-08-25 | 2  | 少年サンデー ('68前)                                           | 約480 | 978-4-09-143437-1 | [ 公 71 ]  | [ 小 65 ]  |
| 064 |   | 21エモン 2 / モンガーちゃん                       | 2010-12-29 | 2010-12-24 | 2  | 少年サンデー ('68後 - '69）・月コロ                            | 448   | 978-4-09-143447-0 | [ 公 72 ]  | [ 小 66 ]  |
| 065 |   | ウメ星デンカ 1                                    | 2011-10-30 | 2011-10-25 | 3  | 小学館の学年誌 (2 - 3年)                                       | 468   | 978-4-09-143473-9 | [ 公 73 ]  | [ 小 67 ]  |
| 066 |   | ウメ星デンカ 2                                    | 2011-12-27 | 2011-12-22 | 3  | 小学館の学年誌 (3 - 4年)                                       | 464   | 978-4-09-143479-1 | [ 公 74 ]  | [ 小 68 ]  |
| 067 |   | ウメ星デンカ 3                                    | 2012-02-29 | 2012-02-24 | 3  | 少年サンデー                                                   | 422   | 978-4-09-143484-5 | [ 公 75 ]  | [ 小 69 ]  |
| 068 |   | ウメ星デンカ 4                                    | 2012-03-28 | 2012-03-23 | 3  | 幼年誌                                                         | 384   | 978-4-09-143487-6 | [ 公 76 ]  | [ 小 70 ]  |
| 069 |   | モジャ公                                          | 2012-01-30 | 2012-01-25 | 3  | 週刊ぼくらマガジン・たのしい幼稚園                             | 686   | 978-4-09-143482-1 | [ 公 77 ]  | [ 小 71 ]  |
| 070 |   | SF・異色短編 1                                    | 2011-10-30 | 2011-10-25 | 3  | ビッグコミック ('69 - '74)                                     | 440   | 978-4-09-143472-2 | [ 公 78 ]  | [ 小 72 ]  |
| 071 |   | SF・異色短編 2                                    | 2012-12-27 | 2011-12-22 | 3  | ビッグコミック ('75 - '95)                                     | 454   | 978-4-09-143480-7 | [ 公 79 ]  | [ 小 73 ]  |
| 072 |   | SF・異色短編 3                                    | 2012-04-30 | 2012-04-25 | 3  | 漫画アクション                                                 | 428   | 978-4-09-143490-6 | [ 公 80 ]  | [ 小 74 ]  |
| 073 |   | SF・異色短編 4                                    | 2012-07-30 | 2012-07-25 | 3  | SFマガジン・他                                                 | 424   | 978-4-09-143498-2 | [ 公 81 ]  | [ 小 75 ]  |
| 074 |   | 少年SF短編 1                                      | 2010-09-29 | 2010-09-24 | 2  | 少年サンデー                                                   | 356   | 978-4-09-143439-5 | [ 公 82 ]  | [ 小 76 ]  |
| 075 |   | 少年SF短編 2                                      | 2011-04-30 | 2011-04-25 | 2  | マンガ少年                                                     | 436   | 978-4-09-143458-6 | [ 公 83 ]  | [ 小 77 ]  |
| 076 |   | 少年SF短編 3                                      | 2011-07-30 | 2011-07-25 | 2  | マンガ少年・小学館の学年誌 ・他                                | 456   | 978-4-09-143467-8 | [ 公 84 ]  | [ 小 78 ]  |
| 077 |   | チンプイ 1                                        | 2010-03-02 | 2011-02-25 | 2  | 藤子不二雄ランド ('85- '86)                                    | 448   | 978-4-09-143452-4 | [ 公 85 ]  | [ 小 79 ]  |
| 078 |   | チンプイ 2                                        | 2011-05-30 | 2011-05-25 | 2  | 藤子不二雄ランド ('87 - '91)                                   | 468   | 978-4-09-143462-3 | [ 公 86 ]  | [ 小 80 ]  |
| 079 |   | T・Pぼん 1                                        | 2011-09-27 | 2011-09-22 | 3  | 少年ワールド                                                   | 528   | 978-4-09-143471-5 | [ 公 87 ]  | [ 小 81 ]  |
| 080 |   | T・Pぼん 2                                        | 2011-11-30 | 2011-11-25 | 3  | コミックトム ('80 - '83)                                       | 370   | 978-4-09-143477-7 | [ 公 88 ]  | [ 小 82 ]  |
| 081 |   | T・Pぼん 3                                        | 2012-03-28 | 2012-03-23 | 3  | コミックトム ('84 - '86)                                       | 384   | 978-4-09-143488-3 | [ 公 89 ]  | [ 小 83 ]  |
| 082 |   | てぶくろてっちゃん 1                              | 2010-03-02 | 2011-02-25 | 2  | 講談社の学年誌 (1 - 2年)                                       | 314   | 978-4-09-143453-1 | [ 公 90 ]  | [ 小 84 ]  |
| 083 | ☆ | てぶくろてっちゃん 2                              | 2011-05-30 | 2011-05-25 | 2  | 講談社の学年誌 (2 - 3年)・他                                   | 320   | 978-4-09-143461-6 | [ 公 91 ]  | [ 小 85 ]  |
| 084 |   | すすめロボケット 1                                | 2012-04-30 | 2012-04-25 | 3  | 幼稚園・小学館の学年誌 (1年) ('62 - '63)                       | 572   | 978-4-09-143491-3 | [ 公 92 ]  | [ 小 86 ]  |
| 085 |   | すすめロボケット 2                                | 2012-06-30 | 2012-06-25 | 3  | 小学館の学年誌 (2 - 3年)                                       | 436   | 978-4-09-143495-1 | [ 公 93 ]  | [ 小 87 ]  |
| 086 |   | すすめロボケット 3                                | 2012-08-29 | 2012-08-24 | 3  | 幼稚園・小学館の学年誌 (1 - 2年) ('64 - '65)・他               | 440   | 978-4-09-143500-2 | [ 公 94 ]  | [ 小 88 ]  |
| 087 |   | 中年スーパーマン左江内氏 / 未来の想い出           | 2012-02-29 | 2012-02-24 | 3  | 週刊漫画アクション・ビッグコミック                             | 432   | 978-4-09-143485-2 | [ 公 95 ]  | [ 小 89 ]  |
| 088 |   | みきおとミキオ / バウバウ大臣                     | 2011-03-30 | 2011-03-25 | 2  | 小学館の学年誌                                                 | 494   | 978-4-09-143456-2 | [ 公 96 ]  | [ 小 90 ]  |
| 089 |   | ドビンソン漂流記                                  | 2010-12-29 | 2010-12-24 | 2  | こどもの光                                                     | 368   | 978-4-09-143448-7 | [ 公 97 ]  | [ 小 91 ]  |
| 090 |   | ミラ・クル・1 / 宙ポコ / 宙犬トッピ               | 2010-11-30 | 2010-11-25 | 2  | コロコロ                                                       | 328   | 978-4-09-143445-6 | [ 公 98 ]  | [ 小 92 ]  |
| 091 |   | パジャママン / きゃぷてんボンほか                 | 2010-09-29 | 2010-09-24 | 2  | 講談社の幼年誌・てれびくん                                     | 328   | 978-4-09-143440-1 | [ 公 99 ]  | [ 小 93 ]  |
| 092 |   | モッコロくん / パパは天才! / 4じげんぼうPポコほか | 2011-01-30 | 2011-01-25 | 2  | 幼年誌・小学館の学年誌                                         | 360   | 978-4-09-143450-0 | [ 公 100 ] | [ 小 94 ]  |
| 093 |   | Uボー                                             | 2010-11-30 | 2010-11-25 | 2  | 毎日こどもしんぶん                                             | 384   | 978-4-09-143444-9 | [ 公 101 ] | [ 小 95 ]  |
| 094 |   | ポコニャン                                        | 2011-10-30 | 2011-10-25 | 3  | 希望の友・ようじえほん                                         | 360   | 978-4-09-143474-6 | [ 公 102 ] | [ 小 96 ]  |
| 095 |   | ベラボー                                          | 2011-11-30 | 2011-11-25 | 3  | まんが王                                                       | 408   | 978-4-09-143476-0 | [ 公 103 ] | [ 小 97 ]  |
| 096 | ★ | チンタラ神ちゃん                                  | 2012-06-30 | 2012-06-25 | 3  | 少年ブック                                                     | 234   | 978-4-09-143496-8 | [ 公 104 ] | [ 小 98 ]  |
| 097 | ★ | 仙べえ                                            | 2011-04-30 | 2011-04-25 | 2  | 少年サンデー                                                   | 292   | 978-4-09-143459-3 | [ 公 105 ] | [ 小 99 ]  |
| 098 | ☆ | 初期SF作品                                        | 2012-08-29 | 2012-08-24 | 3  | 少年誌                                                         | 424   | 978-4-09-143493-7 | [ 公 106 ] | [ 小 100 ] |
| 099 | ☆ | 初期少女・幼年作品                                | 2011-06-29 | 2011-06-24 | 2  | 幼年誌・少女誌                                                 | 408   | 978-4-09-143464-7 | [ 公 107 ] | [ 小 101 ] |
| 100 | ★ | UTOPIA-最後の世界大戦 / 天使の玉ちゃん            | 2012-09-30 | 2012-09-25 | 3  | 単行本・毎日小学生新聞                                         | 152   | 978-4-09-143502-6 | [ 公 5 ]   | [ 小 102 ] |
| 101 |   | ユリシーズ / 少年船長ほか                         | 2013-03-02 | 2013-02-25 | 4  | たのしい三年生・たのしい四年生                                 | 324   | 978-4-09-143503-3 | [ 公 108 ] | [ 小 103 ] |
| 102 |   | ぴーたーぱん / ジャングルブックほか               | 2013-08-28 | 2013-08-23 | 4  | たのしい一年生・たのしい二年生                                 | 344   | 978-4-09-143509-5 | [ 公 109 ] | [ 小 104 ] |
| 103 |   | 山びこ剣士 / 竹光一刀流ほか                       | 2013-06-30 | 2013-06-25 | 4  | 漫画王                                                         | 316   | 978-4-09-143507-1 | [ 公 110 ] | [ 小 105 ] |
| 104 |   | しゃっくり丸 / やじさんきたさん                   | 2013-04-30 | 2013-04-25 | 4  | 幼年クラブ・たのしい一年生                                     | 264   | 978-4-09-143505-7 | [ 公 111 ] | [ 小 106 ] |
| 105 | ☆ | ろぼっとろぼちゃん / かばんのばっく ほか          | 2014-03-30 | 2014-03-25 | 4  | たのしい一年生・幼稚園など                                     | 496   | 978-4-09-143517-0 | [ 公 112 ] | [ 小 107 ] |
| 106 |   | ロケットけんちゃん 1                              | 2013-09-30 | 2013-09-25 | 4  | 幼稚園・小学一年生                                             | 348   | 978-4-09-143510-1 | [ 公 113 ] | [ 小 108 ] |
| 107 |   | ロケットけんちゃん 2                              | 2013-11-30 | 2013-11-25 | 4  | 小学二年生                                                     | 538   | 978-4-09-143512-5 | [ 公 114 ] | [ 小 109 ] |
| 108 |   | ロケットけんちゃん 3                              | 2014-01-19 | 2014-01-24 | 4  | 小学三年生                                                     | 388   | 978-4-09-143514-9 | [ 公 115 ] | [ 小 110 ] |
| 109 |   | とびだせミクロ 1                                  | 2013-03-30 | 2013-03-25 | 4  | 幼稚園・小学一年生                                             | 496   | 978-4-09-143504-0 | [ 公 116 ] | [ 小 111 ] |
| 110 |   | とびだせミクロ 2                                  | 2013-07-30 | 2013-07-25 | 4  | 小学二年生・小学三年生                                         | 358   | 978-4-09-143508-8 | [ 公 117 ] | [ 小 112 ] |
| 111 |   | すすめピロン                                      | 2013-12-30 | 2013-12-25 | 4  | 小学一年生                                                     | 454   | 978-4-09-143516-3 | [ 公 118 ] | [ 小 113 ] |
| 112 |   | ロケットGメン                                     | 2013-10-30 | 2013-10-25 | 4  | 小学二年生                                                     | 604   | 978-4-09-143506-4 | [ 公 119 ] | [ 小 114 ] |
| 113 |   | スーパー＝キャッティ / かけろセントールほか       | 2013-05-29 | 2013-05-24 | 4  | たのしい三年生など                                             | 302   | 978-4-09-143513-2 | [ 公 120 ] | [ 小 115 ] |
| 114 |   | ロケット五郎 / ロケット＝ボーイ                   | 2014-03-02 | 2014-02-25 | 4  | たのしい五年生                                                 | 468   | 978-4-09-143515-6 | [ 公 121 ] | [ 小 116 ] |
| 115 |   | 名犬ラッシー                                      | 2014-04-30 | 2014-04-25 |    | たのしい三年生                                                 | 392   | 978-4-09-143518-7 | [ 公 122 ] | [ 小 117 ] |
| EX1 | ☆ | Fの森の歩き方                                     | 2010-07-28 | 2010-07-23 | 別 | 藤子・F・不二雄まんがワールド探検公式ガイド                    | 284   | 978-4-09-143434-0 | [ 公 123 ] | [ 小 2 ]   |
| EX2 | ☆ | Fの森の大冒険                                     | 2011-08-30 | 2011-08-25 | 別 | 藤子・F・不二雄まんがワールド探検公式ガイド                    | 284   | 978-4-09-143468-5 | [ 公 124 ] | [ 小 118 ] |
| EX3 |   | 藤子・F・不二雄の異説クラブ                       | 2014-06-04 | 2014-05-30 |    | ワンダーライフ                                                 | 352   | 978-4-09-143519-4 | [ 公 125 ] | [ 小 119 ] |
| EX4 |   | 藤子・F・不二雄 まんがゼミナール/恐竜ゼミナール   | 2014-07-30 | 2014-07-25 |    | 藤子･Ｆ･不二雄 まんがゼミナール, 藤子･Ｆ･不二雄 恐竜ゼミナール | 356   | 978-4-09-141810-4 | [ 公 126 ] | [ 小 120 ] |

- 『Fノート』 2009年11月1日発行（第1期予約購読者特典）
- 『Fヴォイス』 2010年12月1日発行（第2期全巻購入申込者特典）
- 『F.アート』 2011年12月22日発行（第3期購入申込者特典）